# Беллон, Пьер
Пьер Беллон (фр. Pierre Bellon; 24 января 1930[…], Марсель — 31 января 2022[…], XVI округ Парижа) — французский бизнесмен-миллиардер, основатель многонациональной компании по организации питания и сервисного обслуживания Sodexo.

## Биография
Получил степень в Высшей коммерческой школе Парижа. В 1958 году начал работать в семейном бизнесе в качестве торгового представителя, затем помощника менеджера, на этой должности ему удалось заключить несколько контрактов.
В 1966 году с помощью своей семьи основал компанию Sodexho SA (Société d’exploitations hôtelières, aériennes, maritimes et terrestres), которая в 2008 году была переименована в Sodexo, оказывает различные вспомогательные услуги для тысяч учреждений, включая: школы, больницы, пенсионные центры, корпоративные и правительственные офисы, вооружённые силы, рекреационные учреждения и исправительные учреждения. Sodexo является публичной компанией, акции которой торгуются на Нью-Йоркской фондовой бирже и Euronext Paris.
В 2005 году оставил должность генерального директора компании Sodexo, но продолжал оставаться председателем до января 2016 года, когда его дочь Софи Беллон сменила его на этой должности.
В 1987 году внёс вклад в создание некоммерческой ассоциации Progrès du Management, целью которой является сосредоточение внимания на «прогрессе компании через прогресс её лидеров». Его автобиография называется «Я прекрасно провёл время».
В 2021 году журнал Forbes сообщил, что состояние Пьера Беллона оценивается в сумму около 4 миллиардов евро, что на тот момент делало его 21-м номером в списке самых богатых людей Франции.

## Личная жизнь и смерть
Был женат, имел четверых детей и жил в Париже. Скончался 31 января 2022 года в возрасте 92 лет.